# 河原格
河原 格（かわはら かく、1946年- ）は、日本の法学者、元弁護士。元大東文化大学法科大学院教授。日本私法学会、日本医事法学会所属。専門は民法、医事法。

## 略歴
- 1946年 - 東京都千代田区麹町生まれ
- 1968年 - 慶應義塾大学法学部法律学科卒業
- 1971年 - 慶應義塾大学大学院法学研究科修士課程修了
- 1976年 - 慶應義塾大学大学院法学研究科博士課程単位取得退学
- 1976年 - 慶應義塾大学法学部通信教育課程インストラクター
- 1983年 - 名古屋商科大学商学部専任講師
- 1986年 - 法学博士（慶應義塾大学）
- 1990年 - 名古屋商科大学商学部助教授
- 1991年 - 上武大学経営情報学部教授
- 2001年 - 東洋大学法学部教授
- 2004年 - 東洋大学大学院法務研究科（法科大学院）教授（民法）
- 2007年 - 大東文化大学大学院法務研究科（法科大学院）教授（民法）
- 2010年 - ケルン大学手続法研究所客員教授として留学
- 2014年 - アモイ大学Xiamen Uni法学部短期留学
- 2017年3月 - 大東文化大学定年退職[1]
- 2017年4月 - 弁護士（東京弁護士会）
- 2020年 - 弁護士資格を持たずに法律事務の斡旋業を営んでいた人物から依頼人の紹介を受けた事による弁護士法違反の疑いで逮捕[2][3]
- 2021年6月 - 弁護士登録取消し[4]

## 著書
- 『医師の説明と患者の同意』（成文堂　1998年）ISBN 9784792323196
- 『入門民法総則』（八千代出版　2004年）ISBN  9784842913438
- 『入門物権法』（八千代出版　初版2004年、2版2010年）ISBN 9784842915302
- 『入門債権総論』（八千代出版　初版2003年、2版2011年）ISBN 9784842915487
- 『契約不法行為入門』（泉文堂　2005年）ISBN 9784793004438
- 『はじめての法学』（八千代出版　2004年）ISBN  9784842913308
- 『法学への一歩』（八千代出版　初版2006年、2版2008年、3版2009年）ISBN 9784842915012